# A.C. Milan w sezonie 1956/1957

Klubowe barwy Milanu

Osiągnięcia i skład piłkarskiego zespołu A.C. Milan w sezonie 1956/57.

## Osiągnięcia
- Serie A: 1. miejsce

## Podstawowe dane
- Oficjalna nazwa klubu: Associazione Calcio Milan
- Siedziba klubu: Via Andegari 4
- Boisko: San Siro; Arena Civica
- Prezes klubu:  Andrea Rizzoli
- Trener zespołu: brak[1]
- Kapitan drużyny:  Nils Liedholm

## Skład zespołu
Bramkarze:
| Włochy | Lorenzo Buffon |
| Włochy | Narciso Soldan |

Obrońcy:
| Włochy | Cesare Maldini    |
| Włochy | Luigi Radice      |
| Włochy | Francesco Zagatti |

Pomocnicy:
| Włochy             | Osvaldo Bagnoli         |
| Włochy             | Eros Beraldo            |
| Włochy             | Mario Bergamaschi       |
| Norwegia           | Per Bredesen            |
| Włochy             | Alfio Fontana           |
| Szwecja            | Nils Liedholm           |
| Włochy             | Cesare Reina            |
| Argentyna · Włochy | Eduardo Ricagni         |
| Urugwaj · Włochy   | Juan Alberto Schiaffino |
| Włochy             | Luigi Zannier           |

Napastnicy:
| Włochy    | Gastone Bean        |
| Argentyna | Ernesto Cucchiaroni |
| Włochy    | Emiliano Farina     |
| Włochy    | Carlo Galli         |
| Włochy    | Amos Mariani        |
| Włochy    | Gianni Meanti       |